# جی‌دی‌اس کونگو (دی‌دی‌جی-۱۷۳)
جی‌دی‌اس کونگو (دی‌دی‌جی-۱۷۳) (به انگلیسی: JDS Kongō (DDG-173)) یک کشتی است که طول آن ۵۲۸٫۲ فوت (۱۶۱٫۰ متر) می‌باشد. این کشتی در سال ۱۹۹۱ ساخته شد.